# Charles Harold Dodd
Charles Harold Dodd (Wrexham, 7 de abril de 1884-Oxford, 21 de septiembre de 1973) fue un estudioso del Nuevo Testamento y un influyente teólogo protestante, hermano del historiador A. H. Dodd. Se le conoce por promover la "escatología realizada", interpretación teológica según la cual las referencias de Jesús al reino de Dios significaban una realidad presente, realizada en el tiempo, en lugar de una realidad futura, adveniente. Se le atribuyen influencias de Martin Heidegger y de Rudolf Otto.

## Biografía
C. H. Dodd nació en Wrexham, Denbighshire. Fue hermano del historiador A. H. Dodd. Estudió Filología Clásica en la Universidad de Oxford entre 1902 y 1906. Después de graduarse en 1906, pasó un año en Berlín para estudiar epigrafía romana, donde conoció a Adolf Harnack. Volvió a Oxford, donde estudió teología y en 1912 es ordenado ministro de la Iglesia congregacionista en Warwick. Dedica tres años a tareas pastorales y luego se consagra a la actividad académica. Desde 1915 fue profesor de Nuevo Testamento en Oxford. Posteriormente fue profesor de Crítica y Exégesis Bíblica en la Universidad de Mánchester (desde 1930) y en la de Cambridge (desde 1935), de la que se convirtió en Profesor Emérito desde 1949. 
Dirigió la traducción de la Nueva Biblia Inglesa desde 1950 hasta su finalización, en 1961. 
Publicó La Biblia y el hombre de hoy, Interpretación del Cuarto Evangelio, Parábolas del Reino y Tradición Histórica del Cuarto Evangelio, por nombrar sólo las obras con traducción castellana.
En 1945 fue distinguido con la Medalla Burkitt a los estudios bíblicos, otorgada por la Academia Británica.
Dodd murió en Goring-on-Thames, Oxfordshire, Inglaterra, en 1973.